# Liste der Biografien/Siew
Liste der Biografien |
Portal Biografien |
Personensuche
# |
A |
B |
C |
D |
E |
F |
G |
H |
I |
J |
K |
L |
M |
N |
O |
P |
Q |
R |
S |
T |
U |
V |
W |
X |
Y |
Z |
?
 
Sa |
Sb |
Sc |
Sd |
Se |
Sf |
Sg |
Sh |
Si |
Sj |
Sk |
Sl |
Sm |
Sn |
So |
Sp |
Sq |
Sr |
Ss |
St |
Su |
Sv |
Sw |
Sy |
Sz
 
Sia |
Sib |
Sic |
Sid |
Sie |
Sif |
Sig |
Sih |
Sii |
Sij |
Sik |
Sil |
Sim |
Sin |
Sio |
Sip |
Siq |
Sir |
Sis |
Sit |
Siu |
Siv |
Siw |
Six |
Siy |
Siz
 
Sieb |
Siec |
Sied |
Sief |
Sieg |
Sieh |
Siek |
Siel |
Siem |
Sien |
Siep |
Sier |
Sies |
Siet |
Sieu |
Siev |
Siew |
Siey
Die Liste der Biografien führt alle Personen auf, die in der deutschsprachigen Wikipedia einen Artikel haben. Dieses ist eine Teilliste mit 39 Einträgen von Personen, deren Namen mit den Buchstaben „Siew“ beginnt.

## Siew
- Siew, Vincent (* 1939), taiwanischer Politiker

### Siewe
- Siewe-Reinke, Alfred (* 1959), deutscher Journalist
- Sieweke, Michael (* 1963), deutscher Immunologe
- Sieweke, Stefan (* 1979), deutscher Schauspieler
- Siewers, María Isabel (* 1950), argentinische Gitarristin
- Siewert, Benjamin Gotthold (1743–1811), deutscher Kapellmeister und Komponist
- Siewert, Carmen (* 1972), deutsche Langstreckenläuferin
- Siewert, Clara (1862–1945), deutsche Malerin, Grafikerin und Plastikerin
- Siewert, Curt (1899–1983), deutscher Offizier, zuletzt Generalmajor der Bundeswehr
- Siewert, Detlef (* 1944), deutscher Tischtennisspieler
- Siewert, Eberhard (* 1934), deutscher Offizier, zuletzt Generalmajor der NVA
- Siewert, Elisabeth (1867–1930), deutsche Schriftstellerin
- Siewert, Eva (1907–1994), deutsche Journalistin, Schriftstellerin, Radiosprecherin und Opernsängerin
- Siewert, Gerdt Marian (1920–1992), deutscher Maler und Fotograf
- Siewert, Hans (1872–1941), deutscher Apotheker, Opernsänger (Tenor) und Regisseur
- Siewert, Hans (1932–2019), deutscher Heimatforscher und Autor
- Siewert, Harald (1887–1945), russisch-deutscher Nachrichtendienstler und politischer Funktionär (NSDAP)
- Siewert, Hermann (1834–1890), deutscher Chemiker
- Siewert, Horst (1902–1943), deutscher Tierfotograf, Dokumentarfilmer, Wildbiologe und Forstmann
- Siewert, Horst (* 1948), deutscher Sachbuchautor im Bereich Psychologie
- Siewert, Inke (* 1980), deutsche Chemikerin und Hochschullehrerin
- Siewert, Jan (* 1982), deutscher Fußballspieler und -trainer
- Siewert, Jaron (* 1994), deutscher Handballspieler und -trainerJaron Siewert (* 1994)

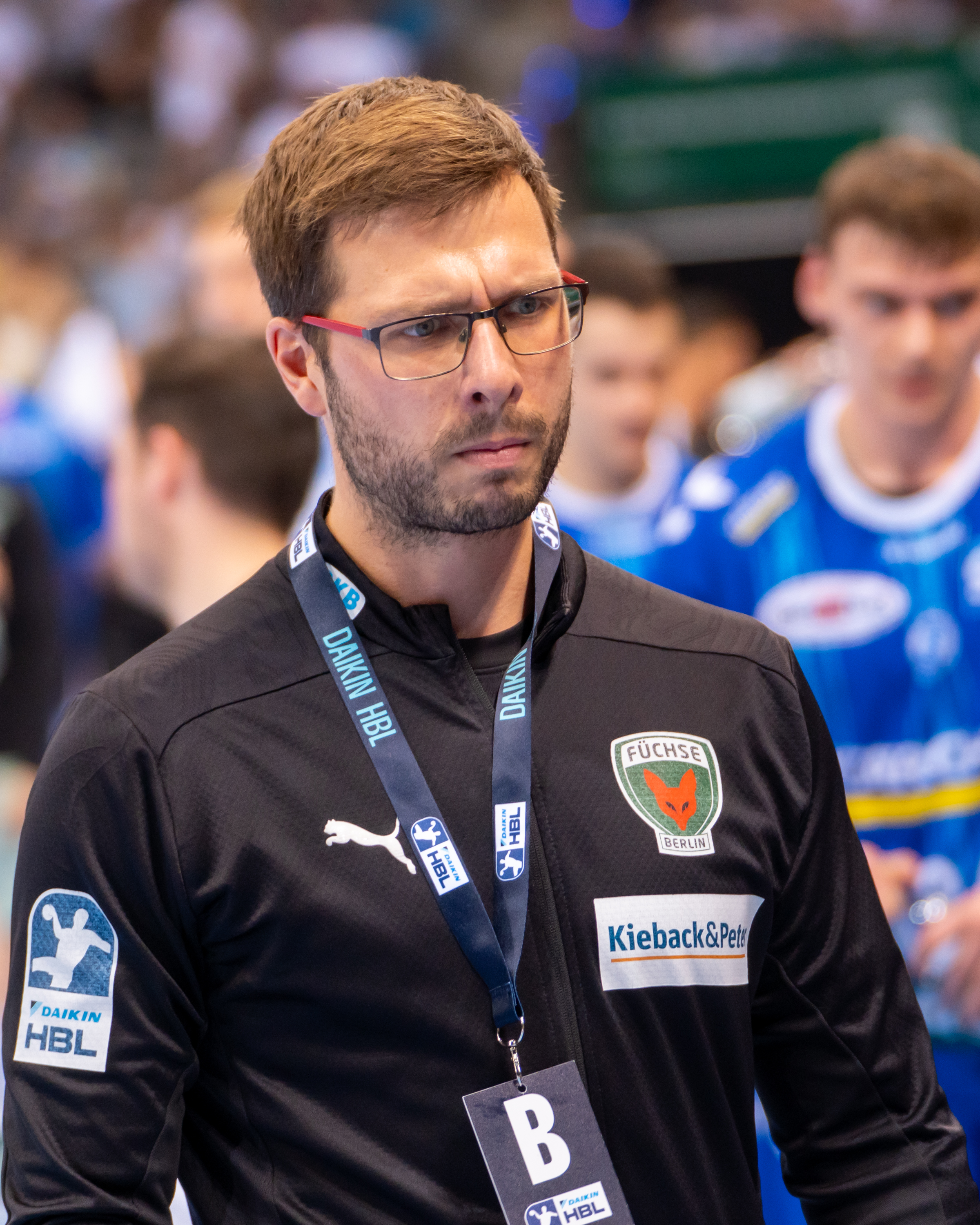
Jaron Siewert (* 1994)

- Siewert, Jörg Rüdiger (1940–2024), deutscher Chirurg und Hochschullehrer
- Siewert, Klaus (* 1954), deutscher Germanist, Sprach- und Kulturwissenschaftler
- Siewert, Martin (* 1972), deutscher Jazz- und Improvisationsmusiker (Gitarre, Elektronik) und Filmkomponist
- Siewert, Nina (* 1994), deutsche Schauspielerin
- Siewert, Otto (1913–1986), deutscher Politiker (CDU), MdL
- Siewert, Paul (1870–1919), deutscher Kapitän zur See der Kaiserlichen Marine
- Siewert, Peter (* 1940), deutscher Althistoriker, Epigraphiker und Altphilologe
- Siewert, Rachel (* 1961), australische Politikerin
- Siewert, Robert (1887–1973), deutscher Politiker und Widerstandskämpfer gegen den Nationalsozialismus
- Siewert, Ronny (* 1978), deutscher Koch
- Siewert, Ruth (1913–2002), deutsche Opernsängerin (Alt)
- Siewert, Thomas (* 1961), deutscher Fußballspieler
- Siewert, Wolfgang (* 1959), deutscher Jurist und Präsident des Landessozialgerichts
- Siewerth, Gustav (1903–1963), deutscher Philosoph und Pädagoge

### Siewi
- Siewing, Rolf (1925–1985), deutscher Zoologe und Hochschullehrer
- Siewiorek, Daniel (* 1946), US-amerikanischer Computeringenieur